# North Fork Powder River
Der North Fork Powder River ist der etwa 125 km lange, linke Quellfluss des Powder River im Zentrum des US-Bundesstaates Wyoming.

## Verlauf
Der North Fork Powder River entspringt unweit des Powder River Pass am U.S. Highway 16 in den südlichen Bighorn Mountains im Johnson County auf einer Höhe von etwa 2865 m. Von dort fließt nach Süden durch den Bighorn National Forest entlang des Bergmassivs der Hazelton Pyramid und wendet sich nach Verlassen des Nationalforsts nach Südosten. Der North Fork Powder River wird zum Dullknife Reservoir aufgestaut und fließt im weiteren Verlauf durch mehrere Schluchten und Canyons in den östlichen Ausläufern der Bighorn Mountains. Der Fluss verlässt die Bighorn Mountains bei Mayoworth, unterquert den Wyoming Highway 191 sowie weiter östlich Interstate 25, U.S. Highway 87 und Wyoming Highway 196 und mäandriert durch das Powder River Basin. Nach insgesamt 125 km fließt der North Fork Powder River rund 7 km östlich von Kaycee auf einer Höhe von 1391 m mit dem deutlich wasserreicheren Middle Fork Powder River zum Powder River zusammen.

## Hydrologie
Der North Fork Powder River ist als Quellfluss des Powder Rivers Teil des Einzugsgebietes des Yellowstone Rivers, der über den Missouri und den Mississippi in den Golf von Mexiko entwässert. Das Einzugsgebiet des North Fork Powder River umfasst ein Areal von etwa 760 km² und grenzt an die Einzugsgebiete von Crazy Woman Creek im Nordosten, Ninemile Creek im Osten, Middle Fork Powder River im Süden, Red Fork Powder River im Westen sowie Tensleep Creek im Nordwesten. Der mittlere Abfluss am Pegel in Kaycee beträgt 0,98 m³/s, die größten Abflüsse finden sich in den Monaten Mai und Juni.

## Belege
1. 1 2 3 4 5  North Fork Powder River. In: Geographic Names Information System. United States Geological Survey, United States Department of the Interior (englisch).
2. ↑  USGS 06312000 NORTH FORK POWDER RIVER NR KAYCEE WYO. Abgerufen am 4. Oktober 2024.